# Епархия Гермонтиса
Епархия Гермонтиса (лат. Dioecesis Hermonthitana) — упразднённая епархия Александрийского патриархата, в настоящее время титулярная епархия Римско-Католической церкви.

## История
Античный город Гермонтис находился в провинции Фиваида диоцеза Египет и в V—VIII веках был центром одноимённой епархии, которая входила в митрополию Птолемаиды Александрийского патриархата.
С 1938 года епархия Гермонтиса является титулярной епархией Римско-Католической церкви.

## Греческие епископы
- епископ Калес (упоминается в 325 году);
- епископ Пленес (350—372);
- епископ Иоанн (V век);
- епископ Пизенций (около 410 года);
- епископ Ананий (упоминается в 510 году);
- епископ Андрей;
- епископ Авраам (упоминается в 600 году);
- епископ Коллут (упоминается в 700 году);
- епископ Герман (VIII век).

## Титулярные епископы
- епископ Heinrich Horst M.Afr.[1] (21.05.1938 — 17.09.1946);
- епископ Nicolas Verhoeven M.S.C. (13.03.1947 — 3.01.1961) — назначен епископом Манадо;
- епископ Августин Горняк O.S.B.M. (14.08.1961 — 16.11.2003);
  - вакансия.

## Источник
- Annuario Pontificio, Libreria Editrice Vaticana, Città del Vaticano, 2003, стр. 779, ISBN 88-209-7422-3
- Pius Bonifacius Gams, Series episcoporum Ecclesiae Catholicae, Leipzig 1931, стр. 462  (лат.)
- Michel Lequien, Oriens christianus in quatuor Patriarchatus digestus, Parigi 1740, Tomo II, coll. 609—612  (лат.)
- Klaas A. Worp, A Checklist of Bishops in Byzantine Egypt (A.D. 325 — c. 750), in Zeitschrift für Papyrologie und Epigraphik 100 (1994) 283—318  (англ.)